# Hunter Armstrong
Joseph Hunter Armstrong (ur. 24 stycznia 2001) – amerykański pływak specjalizujący się w stylu grzbietowym i dowolnym, mistrz olimpijski w sztafecie i mistrz świata.

## Kariera
W 2021 roku na igrzyskach olimpijskich w Tokio płynął w eliminacjach na pierwszej zmianie sztafety 4 × 100 m stylem zmiennym, gdzie uzyskał czas 53,51. Otrzymał złoty medal, gdy Amerykanie zwyciężyli w finale. Na dystansie 100 m stylem grzbietowym zajął dziewiąte miejsce ex aequo z Japończykiem Ryōsuke Irie. Obaj zawodnicy zakończyli wyścig półfinałowy z czasem 53,21.